# (2271) Kiso
(2271) Kiso (1976 UV5; 1928 DB1; 1929 LB; 1939 RL; 1942 EG; 1948 PR; 1951 EF2; 1952 LA; 1952 MN; 1953 TP2; 1956 GH; 1960 EB; 1965 FA; 1972 WA; 1972 XM2; 1974 ES; 1976 SC6) ist ein Asteroid des mittleren Hauptgürtels, der am 22. Oktober 1976 von den japanischen Astronomen Hiroki Kōsai und Kiichirō Furukawa am Kiso-Observatorium in Kiso-machi am Berg Ontake-san (IAU-Code 381) entdeckt wurde.

## Benennung
(2271) Kiso wurde nach dem Kiso-Observatorium, an dem er entdeckt wurde, benannt.